# Kunstjahr 1876
Liste der Kunstjahre

◄◄ | ◄ | 1872 | 1873 | 1874 | 1875 | Kunstjahr 1876

Weitere Ereignisse

## Ereignisse

### Museen und Ausstellungen

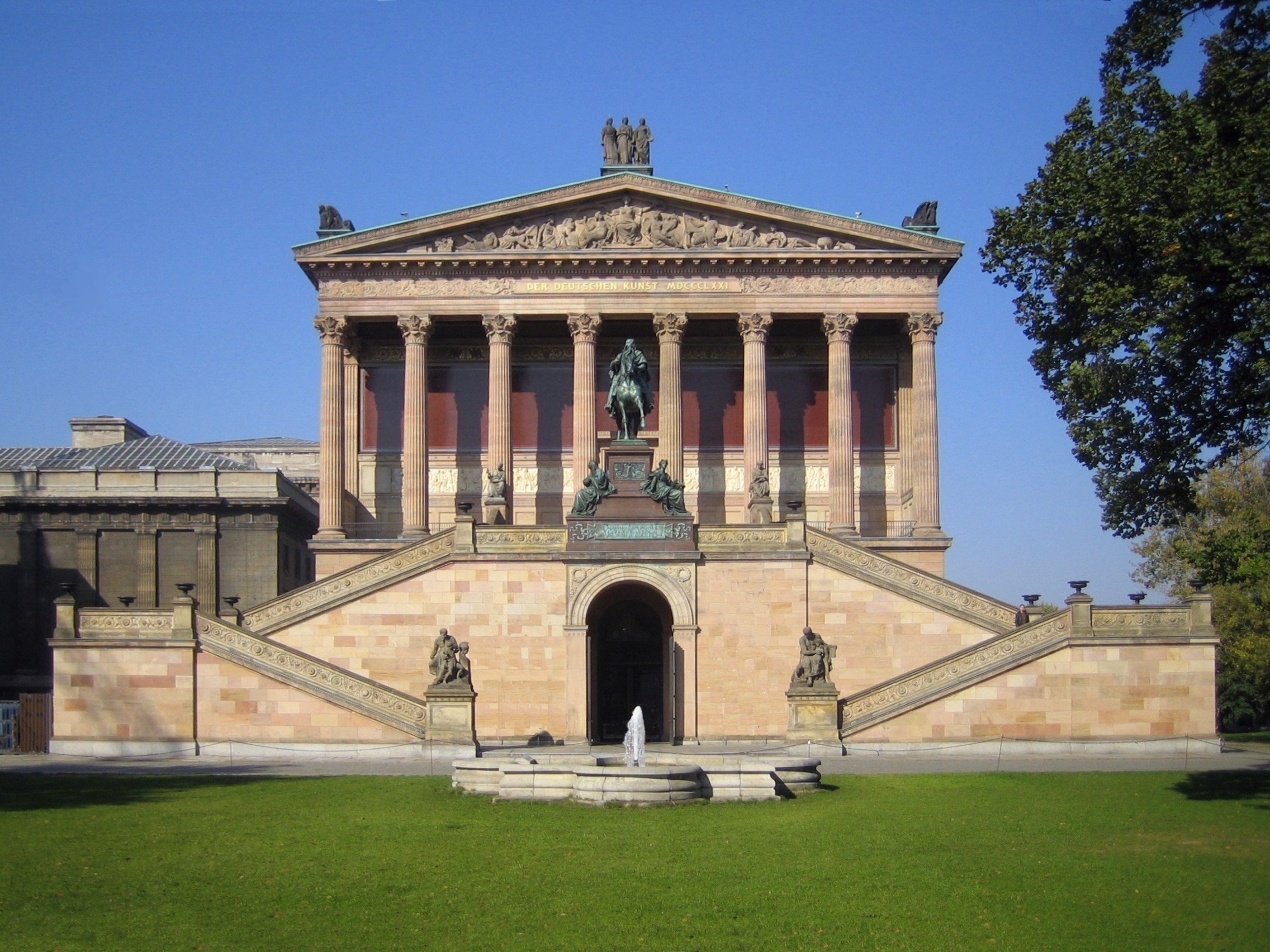
Alte Nationalgalerie

- 22. März: In Berlin wird im Beisein von Kaiser Wilhelm I. die von Heinrich Strack nach Plänen von Friedrich August Stüler im Stil des Klassizismus errichtete Nationalgalerie eröffnet. Von der Planung bis zur Fertigstellung sind 14 Jahre vergangen.
- 30. März bis 30. April: In den Räumen des Kunsthändlers Paul Durand-Ruel in Paris findet die Zweite Impressionisten-Ausstellung 1876 statt. Die Ausstellung versammelt Werke von insgesamt 19 Künstlern und Künstlerinnen, darunter Claude Monet, Edgar Degas, Pierre-Auguste Renoir und Berthe Morisot. Im Vergleich zur ersten Impressionisten-Ausstellung von 1874 zeigt sich eine größere stilistische Vielfalt, wobei die öffentliche und kritische Reaktion weiterhin überwiegend ablehnend ist. Die Ausstellung ist dennoch ein bedeutender Schritt zur Etablierung des Impressionismus als eigenständige künstlerische Bewegung.
- 4. Juli: Das Museum of Fine Arts, Boston wird eröffnet.
- Die Centennial Exhibition in Philadelphia ist der Anlass für die Gründung des Philadelphia Museum of Art, das im folgenden Jahr eröffnet wird.

### Malerei
- Pierre-Auguste Renoir malt in Öl auf Leinwand das impressionistische Gemälde Bal du moulin de la Galette.

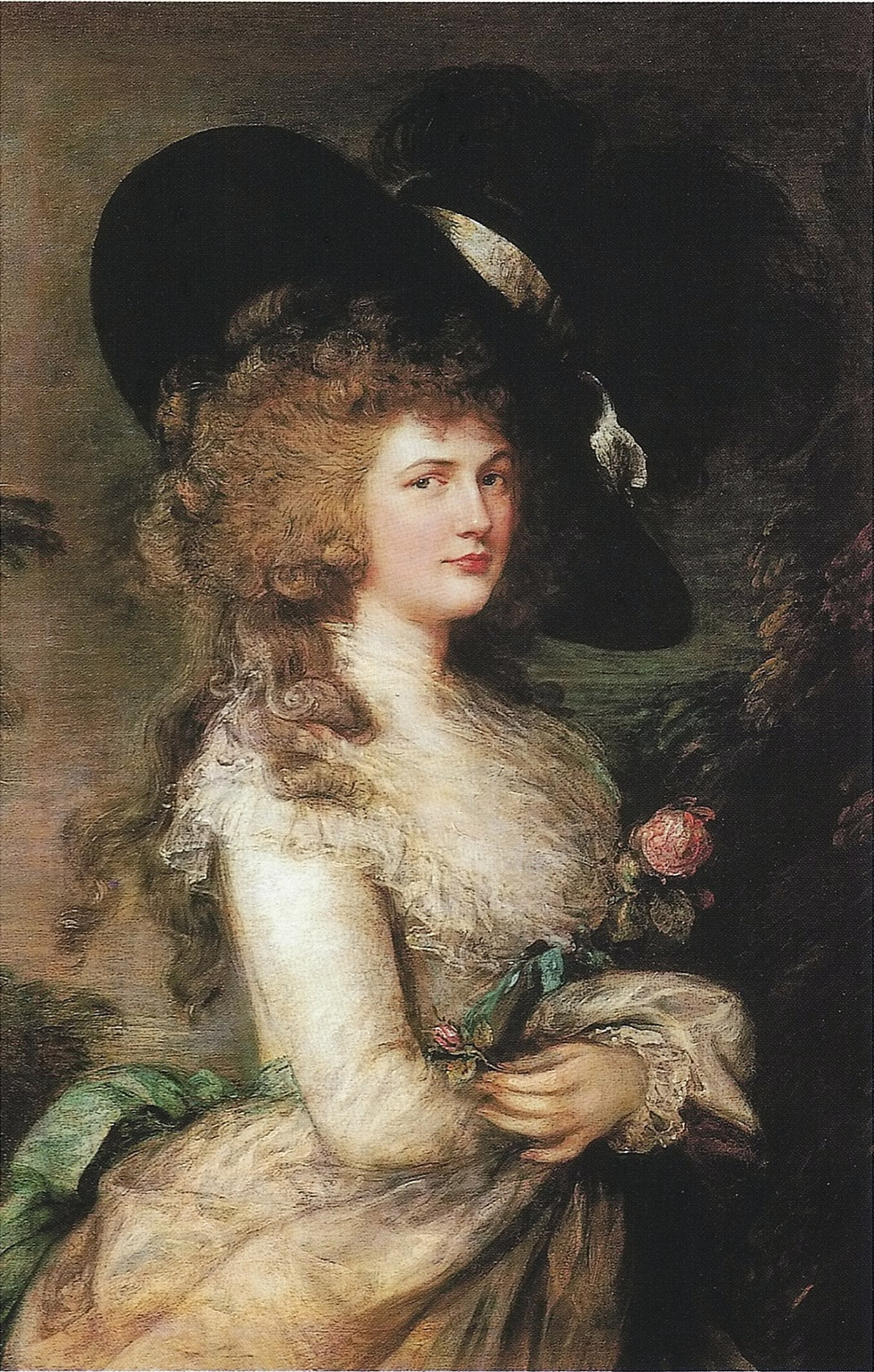
Georgiana Cavendish, Duchess of Devonshire, Porträt von Thomas Gainsborough

- Adam Worth stiehlt mit der Hilfe zweier Verbündeter das Porträt der Georgiana Cavendish, Duchess of Devonshire, von Thomas Gainsborough aus der Londoner Galerie Agnew & Sons.

## Geboren

### Geburtsdatum gesichert
- 07. Januar: Gertraud Rostosky, deutsche Malerin († 1959)
- 08. Februar: Paula Modersohn-Becker, deutsche Malerin des Expressionismus († 1907)
- 15. Februar: Sofia Laskaridou, griechische Malerin des Post-Impressionismus († 1965)
- 17. Februar: Hans Bernoulli, Schweizer Architekt und Professor († 1959)
- 19. Februar: Constantin Brâncuși, rumänisch-französischer Bildhauer und Fotograf († 1957)

- 04. März: Ásgrímur Jónsson, isländischer Maler († 1958)
- 06. März: Erna von Dobschütz, deutsche Kunstmalerin in Görlitz († 1963)
- 14. März: Christian Frederik Beck, dänischer Maler († 1954)

- 01. April: Jacoba van Heemskerck, niederländische Malerin der Moderne († 1923)
- 07. April: Heinrich Tessenow, deutscher Architekt († 1950)
- 26. April: Otto Linnemann, deutscher Glasmaler und Wand- und Dekorationsmaler († 1961)

- 01. Mai: Georg Greve, deutscher Maler des Impressionismus († 1963)
- 03. Mai: Bertha Hintz, deutsche Malerin († 1967)
- 17. Mai: Konstantin Gorbatoff, russischer Maler († 1945)
- 22. Mai: Julius Klinger, österreichischer Maler und Grafiker († 1942)

- 12. Juni: Maria Marc, deutsche Malerin († 1955)
- 20. Juni: Ladislaus Tuszyński, österreichischer Illustrator, Karikaturist und Trickfilmzeichner († 1943)
- 27. Juni: Franz Baumgartner, österreichischer Architekt († 1946)
- 28. Juni: Alfred Marxer, Schweizer Kunstmaler und Grafiker († 1945)

- 12. Juli: Alphaeus Philemon Cole, US-amerikanischer Künstler, Graveur, Illustrator, Radierer († 1988)
- 03. August: Elisabeth Andrae, deutsche Malerin († 1945)

- 11. Oktober: Käthe Buchler, deutsche Fotografin und Pionierin der Farbfotografie († 1930)
- 18. Oktober: Mathilde Vollmoeller-Purrmann, deutsche Malerin († 1943)

- 09. November: Franz Huth, deutscher Maler († 1970)
- 12. November: Adalbert Wietek, deutscher Architekt († 1933)
- 14. November: Anton Aberle, deutsch-schweizerischer Architekt († 1953)
- 17. November: August Sander, deutscher Fotograf († 1964)
- 20. November: Rudolf Koch, deutscher Kalligraf, Typograf und Lehrer († 1934)

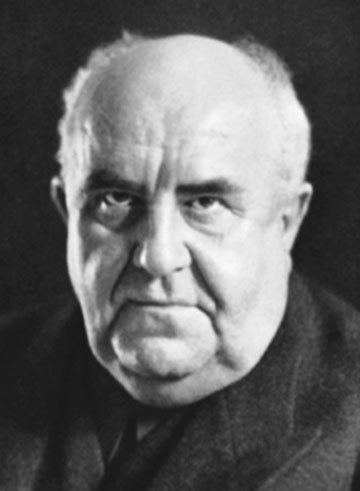
Joseph Anton Schneiderfranken, 1935

- 25. November: Joseph Anton Schneiderfranken, deutscher Schriftsteller und Maler († 1943)

- 07. Dezember: Heinrich Straumer, deutscher Architekt († 1937)
- 17. Dezember: Jakob Hofmann, niedersächsischer Bildhauer († 1955)

### Genaues Geburtsdatum unbekannt
- Emile Appay, französischer Landschaftsmaler und Aquarellist († 1935)
- Julius Simonsen, deutscher Kaufmann, Fotograf und Verleger († 1943)

## Gestorben
- 7. Mai: Franz Graf von Pocci, deutscher Zeichner, Radierer, Schriftsteller und Musiker (* 1807)
- 04. Juli: Robert H. Vance, US-amerikanischer Fotograf (* 1825)
- 30. Juli: Iwan Soschenko, ukrainischer Maler und Kunstlehrer (* 1807)
- 21. August: Ildefons Cerdà, spanischer Stadtplaner (* 1815)
- 14. September: Rudolf Henneberg, deutscher Maler (* 1826)
- 25. September: Ernst von Bandel, deutscher Maler und Bildhauer (* 1800)